# Powiat hrubieszowski
Powiat hrubieszowski – powiat w Polsce (województwo lubelskie), utworzony w 1429, w obecnej formie istnieje dopiero od przeprowadzonej w 1999 reformy administracyjnej. Jego siedzibą jest miasto Hrubieszów.
W skład powiatu wchodzą:
- gminy miejskie: Hrubieszów
- gminy wiejskie: Dołhobyczów, Horodło, Hrubieszów, Mircze, Trzeszczany, Uchanie, Werbkowice
- miasto: Hrubieszów

## Historia
Pod okupacją niemiecką powiat hrubieszowski wszedł w skład dystryktu lubelskiego Generalnego Gubernatorstwa. Przyłączono wówczas do powiatu hrubieszowskiego:
- ze zniesionego powiatu tomaszowskiego (do 1939 woj. lubelskie): gminy Poturzyn i Telatyn
- ze zniesionego powiatu sokalskiego (do 1939 woj. lwowskie): gminy Bełz, Chorobrów, Krystynopol i Waręż
- z powiatu rawskiego (do 1939 woj. lwowskie): gminę Tarnoszyn

Równocześnie pozbawiono praw miejskich Bełz i Dubienkę; Bełz włączono do gminy Bełz, a z Dubienki oraz części gminy Białopole utworzono nową gminę Dubienka, nieistniejącą przed wojną.
Na mocy dekretu PKWN z 21 sierpnia 1944 (Art. 12) uchylono podział administracyjny wprowadzony przez okupanta. Tak więc gminy Poturzyn i Telatyn powróciły do powiatu tomaszowskiego. Jednakże, ponieważ przedwojenne powiaty sokalski i rawski przestały istnieć (po przejęciu większej części ich obszarów przez ZSRR, a granicą państwową polsko-radziecką została na tym terenie granica niemiecko-radziecka z lat 1939–1941), gminy tych powiatów powróciły do powiatu hrubieszowskiego. Korekta dotyczyła tylko gminy Tarnoszyn; z powodu dużo bliższego położenia gminy względem Tomaszowa Lubelskiego niż Hrubieszowa, władze polskie przeniosły 9 sierpnia 1945 roku gminę do powiatu tomaszowskiego (woj. lubelskie); w skład gminy Tarnoszyn wszedł także pas przedzielonej granicą gminy Bruckenthal. Po wojnie nie przywrócono też praw miejskich Bełzowi i Dubience, zachowując równocześnie utworzoną przez Niemców gminę Dubienka.
Na mocy umowy o zmianie granic z 15 lutego 1951, Polska odstąpiła ZSRR fragment województwa lubelskiego z miejscowościami Bełz (obecnie Белз), Uhnów (Угнів), Krystynopol (Червоноград), Waręż (Варяж), Chorobrów (Хоробрів) oraz lewobrzeżną część Sokala – Żwirkę (Жвирка), wraz z linią kolejową Rawa Ruska – Krystynopol. Obecnie miasta te znajdują się na terenie rejonu sokalskiego w obwodzie lwowskim (Сокальський район, Львівська область). Korekta dotyczyła 7 gmin: Bełz, Chorobrów, Dołhobyczów, Krystynopol, Uhnów, Tarnoszyn i Waręż, z których tylko gmina Krystynopol została włączona w całości do ZSRR.
Do 1975 r. w skład powiatu wchodziły również gminy: Białopole, Dubienka (obecnie powiat chełmski) oraz Grabowiec i Miączyn (obecnie powiat zamojski).

## Demografia
Liczba ludności (dane z 30 czerwca 2005):
|        | Ogółem | Ogółem | Kobiety | Kobiety | Mężczyźni | Mężczyźni |
| osób   | %      | osób   | %       | osób    | %         |           |
| ------ | ------ | ------ | ------- | ------- | --------- | --------- |
| Ogółem | 69 240 | 100    | 35 215  | 50,86   | 34 025    | 49,14     |
| Miasto | 18 668 | 26,96  | 9775    | 14,12   | 8893      | 12,84     |
| Wieś   | 50 572 | 73,04  | 25 440  | 36,74   | 25 132    | 36,30     |

▶Wieś vs ▶miasto
Ogółem (▶k, ▶m)
Miasto (▶k, ▶m)
Wieś (▶k, ▶m)

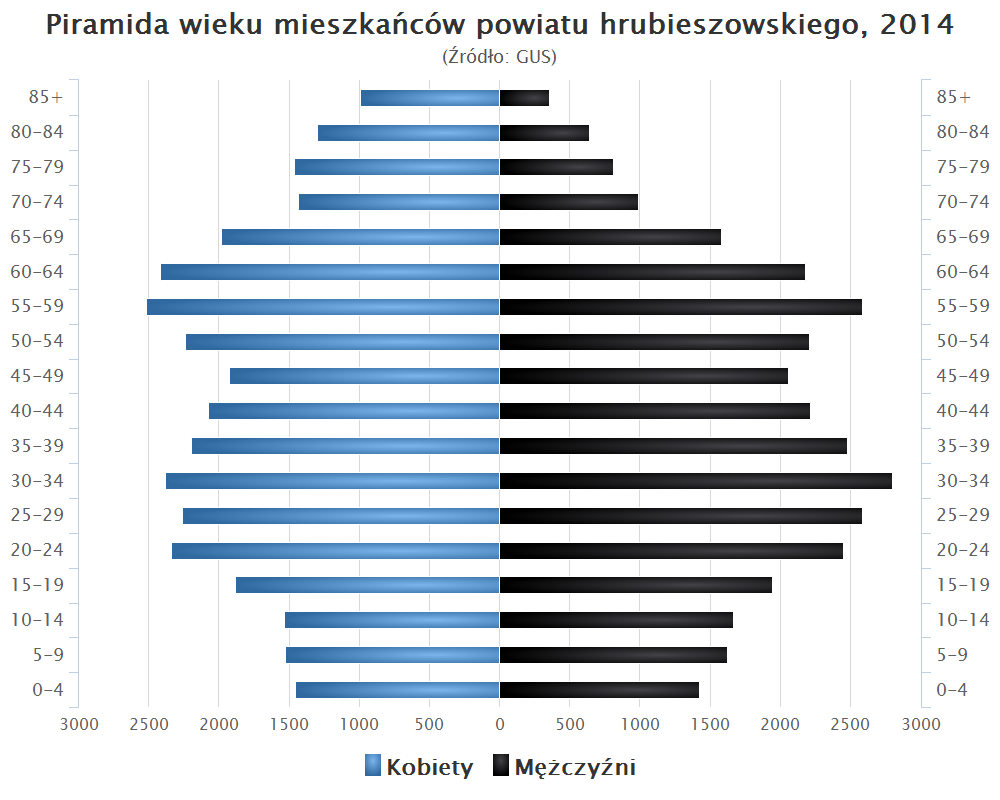
Piramida wieku mieszkańców powiatu hrubieszowskiego w 2014 roku

Według danych z 31 grudnia 2019 roku powiat zamieszkiwało 62 847 osób. Natomiast według danych z 30 czerwca 2020 roku powiat zamieszkiwały 62 473 osoby.

## Stopa bezrobocia
We wrześniu 2019 liczba zarejestrowanych bezrobotnych wynosiła 3300 osób, a stopa bezrobocia 12,2%

## Starostowie hrubieszowscy
Na podstawie źródła:
- Zdzisław Kosakowski (1 stycznia 1999 – 7 grudnia 2002)
- Marian Grabik (7 grudnia 2002 – 27 lutego 2004)
- Józef Kuropatwa (27 kwietnia 2004 – 21 listopada 2018)
- Maryla Symczuk (21 listopada 2018 – 16 czerwca 2020)
- Aneta Karpiuk (16 czerwca 2020 – 28 grudnia 2023)
- Józef Kuropatwa (28 grudnia 2023 – nadal)[14]

## Sąsiednie powiaty
- powiat tomaszowski
- powiat zamojski
- powiat chełmski